# Doassansiales
Doassansiales é uma ordem de fungos da classe Exobasidiomycetes. Esta ordem inclui três famílias: Doassansiaceae, Melaniellaceae, e Rhamphosporaceae.